# Nieuwe Haven (Den Helder)
De Nieuwe Haven is de haven van de Koninklijke Marine in Den Helder en Nederlands grootste marinehaven.

## Geschiedenis
Na de Tweede Wereldoorlog stelde de Nederlandse regering een commissie in om een goede locatie te vinden voor de marine. De keuze was uit IJmuiden, Rotterdam, Vlissingen of Den Helder. In 1947 werd besloten dat Den Helder de hoofdhaven van de Koninklijke Marine zou worden. Het definitieve plan voor de nieuwe haven werd in 1948 vastgesteld en de kosten werden begroot op fl. 29 miljoen.
Voor de nieuwe haven werd een stuk wad van het Balgzand aangewezen ten oosten van de oude haven en rijkswerf. Inclusief het Nieuwe Diep zou het een geheel vormen. In 1949 begon men met de werkzaamheden. Het Nieuwe Diep werd afgedamd ter hoogte van de Koopvaardersluis. Ten oosten van het Nieuwe Diep werden het zand van het wad gebruikt voor de aanleg van het nieuwe land. Op 2 juli 1954 werd het westelijk deel van de haven officieel geopend door Hr. Ms. Karel Doorman, het enige vliegdekschip in Nederlandse dienst. In 1958 werd de aanleg voltooid.
Bij de aanleg had de havenmond een breedte van 250 meter. De maximale breedte was 580 meter en de bodem ligt op 11 meter onder NAP. Er zijn pieren voor de schepen en een dok voor onderhoud en reparaties aan de marineschepen. Naast de verbinding met open zee in het noorden is er een tweede uitweg naar het Nieuwe Diep tegenover de Zeedoksluis, die naar de rijkswerf leidt. De gebaggerde grond is ook gebruikt voor een terrein naar het zuiden langs het Noordhollandsch Kanaal en reikt tot onder de afsluiting van het Nieuwe Diep. Deze ruimte wordt gebruikt voor de magazijnen en exercitie.
Doordat de Nieuwe Haven groot genoeg was om alle marineschepen van Nederland te herbergen, verplaatste de onderzeedienst haar boten van Rotterdam naar Den Helder.

## Tegenwoordig
Sinds de verplaatsing van de onderzeedienst naar Den Helder, is de Nieuwe Haven de thuishaven voor alle Nederlandse marineschepen en hun ondersteuning, zoals het Marinebedrijf en CAMS Force Vision. Ook herbergt de haven sinds 2005 de Admiraliteitsraad, met als hoofd de Commandant Zeestrijdkrachten. 
Eind 2013 sloot de marine een overeenkomst met de Haven van Den Helder. Afspraken zijn gemaakt om civiele schepen af te meren en te onderhouden in de marinehaven. Er wordt verder gestudeerd op de mogelijkheden om kade en kavels op het marineterrein te ontwikkelen voor civiel medegebruik. Dit vergroot de capaciteit van de Haven van Den Helder aanzienlijk met faciliteiten gelegen aan diep water. 
Het Koninklijk Instituut voor de Marine en de Marinekazerne Erfprins liggen elders in Den Helder.